# Malé jazero
Malé jazero je drobné jezírko ve Spišské Maguře na severním Slovensku. Nachází se v katastru obce Osturňa v okrese Kežmarok na jižním svahu hraničního hřbetu. Vzniklo zahrazením sesuvem paleogéních hornin. Nachází se v nadmořské výšce 870 m západně od Veľkého jazera. Tvoří ho dvě deprese oddělené vyvýšeninou.

## Vodní režim
Jezero nemá povrchový odtok. Patří k povodí levého přítoku Osturnianského potoka v povodí Dunajce.

## Přístup
Ve vzdálenosti přibližně 100 m západně od jezírka prochází stezka z Ostrurně do Vyžného Konce v Polsku.

## Ochrana přírody
Od roku 1984 je chráněným územím (přírodní památka Malé jazerá). Ochrana je zaměřena na mokřadní společenstva. Jezero postupně zaniká. Malé jazerá je přírodní rezervace v oblasti PIENAP. Nachází se v katastrálním území obce Osturňa v okrese Kežmarok v Prešovském kraji. Území bylo vyhlášeno v roce 1984 a novelizováno v roce 1993 na rozloze 7,06 ha. Ochranné pásmo nebylo stanoveno.